# Penitenziagite
Penitenziagite (Czyńcie pokutę!) – motto chrześcijańskiego ruchu Braci Apostolskich, kierowanego początkowo przez Gerarda Segarellego, a następnie (po jego spaleniu na stosie) przez Dulcyna. 
Zawołanie pochodzi z Ewangelii św. Mateusza - Pokutujcie (a. "nawróćcie się", "nawracajcie się"), bo bliskie jest królestwo niebieskie, w łacinie: Poenitentiam agite, appropinquavit enim regnum caelorum, (Mt 3,2; por. Mk 1,14-15).